# NGC 6451
NGC 6451 (другие обозначения — OCL 1035, ESO 455-SC50) — рассеянное скопление в созвездии Скорпион.
Этот объект входит в число перечисленных в оригинальной редакции «Нового общего каталога».